# Споменик совјетским војницима (Беч)
Споменик совјетским војницима погинулима за ослобођење Аустрије од фашизма, познат и под именом Споменик херојима Црвене армије, подигнут је на Тргу Шварценберг у Бечу 19. августа 1945. године. Овај споменик чува успомену на 17.000 совјетских војника који су погинули у борбама за ослобођење Беча у априлу 1945. године.

### Позадина
Пошто су се совјетске јединице Трећег украјинског фронта убрзано приближавале Бечу, Немци су очајнички почели да се утврђују и припремају дефанзивне положаје. Совјети су 30. марта ушли у Аустрију из Мађарске и Словачке. Град су окружиле совјетска 4. гардијска армија, 6. гардијска тенковска армија, 9. гардијска и 46. армија, а отпор су пружали немачки 2. СС оклопни корпус и 6. СС оклопна армија. Након дужих борби по граду, Совјети су коначно ослободили Беч 14. априла 1945. године.
Аустрија је након ослобођења од стране Савезника споразумом од 4. јула 1945. подељена на четири окупационе зоне (америчку, британску, француску и совјетску), па тако и сам Беч. Совјети су локацију за споменик на Тргу Шварценберг (од 1946. до 1956. носио име Стаљинов трг) одабрали јер се налазила у прометном делу града, а споменик је био видљив из свих окупационих зона. Подручје и споменик градили су немачки ратни заробљеници и аустријски радници.

## Опис
У саставу споменика налази се полукружни славолук испред којег се уздиже обелиск на чијем је врху фигура совјетског војника. Војник има кацигу и штит од злата, на којем се налази грб Совјетског Савеза, у десној руци држи совјетску заставу, а на прсима му се налази машински пиштољ Шпагин ППш-41.
У подножју споменика, на црвеном граниту, исписана је златним словима захвалност маршала Стаљина војницима Трећег украјинског фронта који су учествовали у борбама за ослобођење Беча. Испред споменика стоји камена плоча са посветом погинулим совјетским војницима, чији текст почиње са речима: „Споменик војницима совјетске Црвене армије, који су пали у ослобођењу Аустрије од фашизма…“.
Руски председник Владимир Путин је приликом посете Аустрији 2007. године положио венац пред споменик.